# 快樂地圖
《快樂地圖》（英語：Map of Happiness）是香港電視廣播有限公司拍攝製作的旅遊節目，全節目共16集，由香港不同藝人擔任主持，到世界5個不同國家探訪。

## 簡介
本節目由5位藝人擔任嘉賓，放下工作，分別到訪世界快樂指數不同排名的國家，探討及尋訪國家與國民之間所謂快樂的真正意義。
本節目於2012年7月1日星期日20:30-21:00，及7月2日起逢星期一至五22:30-23:00於翡翠台及高清翡翠台播出；MyTV提供網上重溫。
本節目榮獲《萬千星輝頒獎典禮2012》「最佳綜藝節目」獎項殊榮。
。

## 每集內容
| 集數 | 播映日期 | 主持   | 主題                     | 國家 | 內容 |
| 01   | 7月1日   | 全體   | 一同拼砌快樂地圖         | - | 節目簡介 |
| 02   | 7月2日   | 草蜢   | 草蜢到澳洲放縱八小時     | | 墨爾本：探訪職業人士（食物導賞員、企鵝管家、時裝評論員）、剪羊毛 阿德萊德：欣賞足球賽                                                            |
| 03   | 7月3日   | 草蜢   | 將興趣變成職業           | 阿德萊德：探訪職業人士（傢俱設計師、薄餅設計師）、飛行訓練學校、乘坐電動車於巴羅莎觀光、登船屋遊莫瑞河                      | |
| 04   | 7月4日   | 草蜢   | 草蜢以食物搭建快樂橋樑   | 阿德萊德：巴羅莎葡萄酒酒莊及葡萄園 墨爾本：探訪職業人士（朱古力大師、小圓餅師傅）                                           | |
| 05   | 7月5日   | 鄭伊健 | 鄭伊健在好奇心誘使下探訪瓦努阿圖 | | 塔納島：伊蘇爾火山、火山郵筒、藍湖 桑托島：Port Olry海灘、水中跳舞、拔河、Cindies珊瑚礁 Hideaway Island：水底郵局                                |
| 06   | 7月6日   | 鄭伊健 | 就地取材換取原始快樂     | 祭典活動、陸上彈跳、Kava酒吧、滑沙                                                                                          | |
| 07   | 7月9日   | 鄭伊健 | 瓦努阿圖人民珍惜上天給予的資源   | 海龜保育灣、紅樹林、海豚導賞團、馬匹樂園、熱帶雨林                                                                          | |
| 08   | 7月10日  | 黎耀祥 | 黎耀祥從韓食「汲取」快樂 | | 首爾：魚市場、熟食中心、觀賞拌飯題材音樂劇 全羅南道：曾島鹽田、搗年糕、探訪當地家庭                                                              |
| 09   | 7月11日  | 黎耀祥 | 南韓人的外在美快樂指數   | 首爾：整形醫院、美容中心、探訪職業人士（時裝設計師、機艙服務員）、以未來為概念的健康中心、24小時服裝店 全羅南道：曾島汗蒸幕 | |
| 10   | 7月12日  | 黎耀祥 | 放輕腳步 捉緊快樂        | 首爾：法國村、賞櫻、人參市場、人參餐廳 京畿道：主題樂園 全羅南道：到訪慢活城市景點（潭陽草莓種植場、水杉路、曾島濕地）      | |
| 11   | 7月13日  | 王祖藍 | 王祖藍的「泰」快樂之旅   | 泰國 | 騎大象、探訪當地小學、探訪職業人士（身兼唱作歌手的農夫、司機）                                                                                   |
| 12   | 7月16日  | 王祖藍 | 快樂指數Vs生活指數       | 泰國 | 牛仔主題農場、雪糕工場、煮溫泉蛋、薄荷茶攤檔、放天燈、探訪編織手工藝品的婦女、學習插秧、葡萄酒酒莊                                               |
| 13   | 7月17日  | 王祖藍 | 泰國人的心靈滿足         | 泰國 | 探訪設計和重建寺廟的藝術家、為僧侶化緣、探訪水災災民、學習烹調咖喱雞麵、探訪女性行政總廚                                                         |
| 14   | 7月18日  | 譚詠麟 | 譚詠麟解構丹麥的快樂元素 | 丹麦 | 哥本哈根：探訪當地幼兒園及小學、踏單車、野生動物園、提佛利樂園 歐登塞：安徒生故居及博物館                                                        |
| 15   | 7月19日  | 譚詠麟 | 快樂＝工作？             | 丹麦 | 哥本哈根：丹麥製作學院、Fox酒店、丹麥設計中心、到徒步街及新港探訪街頭表演者（行為藝術家、藝術畫家、音樂表演者）、提佛利樂園音樂會、探訪當地家庭  |
| 16   | 7月20日  | 譚詠麟 | 稅收、福利與快樂         | 丹麦 | 哥本哈根：參加一位婆婆的生日會、到新港乘坐遊覽船觀光、到露營區探訪擁有露營車的家庭、腓特烈堡、阿瑪連堡、新嘉士伯美術館、探訪擁有夏天渡假屋的家庭 |

## 音樂
以下為部分於本節目使用的背景音樂：
- Bobby McFerrin - Don't Worry, Be Happy（英语：Don't Worry, Be Happy）（片頭曲）
- The Beatles - In My Life（片尾曲；第1至10、14至16集）
- Mika - Happy Ending（英语：Happy Ending (song)）（片尾曲；第11至13集）
- Mika - Any Other World（旁白時的純音樂）
- Lenka - The Show（英语：The Show (Lenka song)）
- Lenka - Heart Skips a Beat
- Lenka - Roll with the Punches（英语：Roll with the Punches）
- Lily Allen - Never Gonna Happen
- Mumm-Ra（英语：Mumm-Ra (band)） - She's Got You High（英语：She's Got You High）
- Natasha Bedingfield - Happy
- Norah Jones - Sunrise（英语：Sunrise (Norah Jones song)）
- Radiohead - High and Dry（英语：High and Dry）
- YUI - I remember you
- Jack Johnson - Good People
- 王若琳 - Rain drops keep falling on my head
- Happy Sixties

## 資料來源
1. ↑  《快樂地圖》專題相簿 （页面存档备份，存于） tvb.com blog，2012年6月6日

## 外部連結
- 無綫電視節目網頁 - 快樂地圖 （页面存档备份，存于）
- 無綫電視節目網頁(專題相簿) - 快樂地圖 （页面存档备份，存于）

## 電視節目的變遷
| 香港無綫電視翡翠台、高清翡翠台 星期日 20:30-21:00 時段           | 香港無綫電視翡翠台、高清翡翠台 星期日 20:30-21:00 時段            | 香港無綫電視翡翠台、高清翡翠台 星期日 20:30-21:00 時段 |
| ---------------------------------------------------------------- | ----------------------------------------------------------------- | ------------------------------------------------------ |
|                                                                  | 快樂地圖 （第1集） （2012.07.01）                                 |                                                        |
| 食得峰騷 （第1-10集） （2012.04.22 - 2012.06.24）（20:00-21:00） | 食得峰騷 （第11-13集） （2012.07.08 - 2012.07.22）（20:00-21:00） |                                                        |
| 香港無綫電視翡翠台、高清翡翠台 星期一至五 22:30-23:00 時段       |                                                                   |                                                        |
| 回鄉 （第5-19集） （2012.06.11 - 2012.06.29）                    | 快樂地圖 （第2-16集） （2012.07.02 - 2012.07.20）                 | 玩轉三周1/2 （2012.07.23 - 2012.08.10）                |